# Spilosoma suzukii
Spilosoma suzukii är en fjärilsart som beskrevs av Inoue och Maenami 1963. Spilosoma suzukii ingår i släktet Spilosoma och familjen björnspinnare. Inga underarter finns listade i Catalogue of Life.